# Griesstätt
Griesstätt település Németországban, azon belül Bajorországban. Lakosainak száma 2923 fő (2023. december 31.). Griesstätt Eiselfing és Vogtareuth községekkel határos.

## Népesség
A település népessége az elmúlt években az alábbi módon változott:
| Lakosok száma | 1050 | 1810 | 1609 | 1902 | 2627 | 2651 | 2729 | 2836 | 2873 | 2923 |
|               | 1875 | 1950 | 1975 | 1987 | 2012 | 2014 | 2016 | 2017 | 2021 | 2023 |